# Ugo Ehiogu
Ugochuku Ehiogu (Homerton, 3 de noviembre de 1972-Londres, 21 de abril de 2017) fue un futbolista inglés. Jugó de defensa y su primer equipo fue el West Bromwich Albion.

## Trayectoria
Ehiogu, defensa central, vistió las camisetas del West Bromwich Albion, su primer club como profesional, Aston Villa, Middlesbrough, Leeds, Rangers (Escocia), Sheffield United y el Wembley, donde acabó su carrera en 2012. Ganó tres títulos durante su carrera: dos Copas de la Liga con el Villa (1994 y 1994) y una con el Boro (2004). Desde 2014 dirigía el equipo sub-23 del Tottenham Hotspur.
Falleció el 21 de abril de 2017 a los 44 años de edad tras sufrir un infarto.

## Clubes
| Club                 | País                  | Año       |
| -------------------- | --------------------- | --------- |
| West Bromwich Albion | Bandera de Inglaterra | 1989-1991 |
| Aston Villa          | Bandera de Inglaterra | 1991-2000 |
| Middlesbrough FC     | Bandera de Inglaterra | 2000-2006 |
| Leeds United         | Bandera de Inglaterra | 2006-2007 |
| Glasgow Rangers      | Bandera de Escocia    | 2007-2008 |
| Sheffield United     | Bandera de Inglaterra | 2008-2009 |

## Palmarés

### Campeonatos nacionales
| Título              | Club             | País                  | Año  |
| ------------------- | ---------------- | --------------------- | ---- |
| Football League Cup | Aston Villa      | Bandera de Inglaterra | 1994 |
| Football League Cup | Aston Villa      | Bandera de Inglaterra | 1996 |
| Football League Cup | Middlesbrough FC | Bandera de Inglaterra | 2004 |